# Ádám Lukács
Ádám Lukács (ur. 25 czerwca 1996 w Budapeszcie) – węgierski łyżwiarz figurowy, startujący w parach tanecznych z Anną Janowską. Uczestnik mistrzostw Europy i świata, dwukrotny mistrz Węgier juniorów (2014, 2015) oraz seniorów (2018, 2019).

## Osiągnięcia

### Z Anną Janowską
| Zawody                      | 16–17          | 17–18          | 18–19          | 19–20          | 20–21          | 20–21          |                |                |                |                |                |                |                |                |                |                |                |
| Międzynarodowe              | Międzynarodowe | Międzynarodowe | Międzynarodowe | Międzynarodowe | Międzynarodowe | Międzynarodowe | Międzynarodowe | Międzynarodowe | Międzynarodowe | Międzynarodowe | Międzynarodowe | Międzynarodowe | Międzynarodowe | Międzynarodowe | Międzynarodowe | Międzynarodowe | Międzynarodowe |
| --------------------------- | -------------- | -------------- | -------------- | -------------- | -------------- | -------------- | -------------- | -------------- | -------------- | -------------- | -------------- | -------------- | -------------- | -------------- | -------------- | -------------- | -------------- |
| Mistrzostwa świata          |                | 27             | 19             |                | 23             |                |                |                |                |                |                |                |                |                |                |                |                |
| Mistrzostwa Europy          |                | 14             | 19             |                |                |                |                |                |                |                |                |                |                |                |                |                |                |
| GP Rostelecom Cup           |                |                | 7              |                | 8              |                |                |                |                |                |                |                |                |                |                |                |                |
| CS Finlandia Trophy         |                |                | 8              |                |                |                |                |                |                |                |                |                |                |                |                |                |                |
| CS Golden Spin Zagrzeb      |                |                | 5              |                |                |                |                |                |                |                |                |                |                |                |                |                |                |
| CS Minsk-Arena Ice Star     |                | 7              |                |                |                |                |                |                |                |                |                |                |                |                |                |                |                |
| CS Lombardia Trophy         |                |                |                |                |                | 10             |                |                |                |                |                |                |                |                |                |                |                |
| CS Nebelhorn Trophy         |                | 12             |                |                |                | 6              |                |                |                |                |                |                |                |                |                |                |                |
| Bavarian Open               | 12             |                | 5              |                |                |                |                |                |                |                |                |                |                |                |                |                |                |
| Halloween Cup               |                |                | 1              |                |                |                |                |                |                |                |                |                |                |                |                |                |                |
| Santa Claus Cup             |                | 2              |                |                | WD             |                |                |                |                |                |                |                |                |                |                |                |                |
| Volvo Open Cup              |                | 3              |                |                |                |                |                |                |                |                |                |                |                |                |                |                |                |
| International Challenge Cup |                |                |                |                | 2              |                |                |                |                |                |                |                |                |                |                |                |                |
| Krajowe                     |                |                |                |                |                |                |                |                |                |                |                |                |                |                |                |                |                |
| Mistrzostwa Węgier          |                | 1              | 1              |                |                |                |                |                |                |                |                |                |                |                |                |                |                |

### Z Caroliną Moscheni
| Zawody                                | 12–13          | 13–14          | 14–15          |                |                |                |                |                |                |                |                |                |                |                |                |                |                |
| Międzynarodowe                        | Międzynarodowe | Międzynarodowe | Międzynarodowe | Międzynarodowe | Międzynarodowe | Międzynarodowe | Międzynarodowe | Międzynarodowe | Międzynarodowe | Międzynarodowe | Międzynarodowe | Międzynarodowe | Międzynarodowe | Międzynarodowe | Międzynarodowe | Międzynarodowe | Międzynarodowe |
| ------------------------------------- | -------------- | -------------- | -------------- | -------------- | -------------- | -------------- | -------------- | -------------- | -------------- | -------------- | -------------- | -------------- | -------------- | -------------- | -------------- | -------------- | -------------- |
| Mistrzostwa świata                    |                |                | 18             |                |                |                |                |                |                |                |                |                |                |                |                |                |                |
| Mistrzostwa Europy                    |                |                | 15             |                |                |                |                |                |                |                |                |                |                |                |                |                |                |
| Międzynarodowe: Kategorie młodzieżowe |                |                |                |                |                |                |                |                |                |                |                |                |                |                |                |                |                |
| Mistrzostwa świata juniorów           |                | 14             | 9              |                |                |                |                |                |                |                |                |                |                |                |                |                |                |
| JGP w Chorwacji                       |                |                | 3              |                |                |                |                |                |                |                |                |                |                |                |                |                |                |
| JGP w Czechach                        |                | 6              |                |                |                |                |                |                |                |                |                |                |                |                |                |                |                |
| JGP w Estonii                         |                |                | 5              |                |                |                |                |                |                |                |                |                |                |                |                |                |                |
| JGP na Słowacji                       |                | 6              |                |                |                |                |                |                |                |                |                |                |                |                |                |                |                |
| Bavarian Open                         |                | 4 J            |                |                |                |                |                |                |                |                |                |                |                |                |                |                |                |
| Ice Challenge                         |                | 1 J            | 1 J            |                |                |                |                |                |                |                |                |                |                |                |                |                |                |
| Santa Claus Cup                       |                |                | 1 J            |                |                |                |                |                |                |                |                |                |                |                |                |                |                |
| Krajowe                               |                |                |                |                |                |                |                |                |                |                |                |                |                |                |                |                |                |
| Mistrzostwa Węgier                    | 3 J            | 1 J            | 1 J            |                |                |                |                |                |                |                |                |                |                |                |                |                |                |

### Z Szidónią Merkwart
| Mistrzostwa świata juniorów | 16 PR |
| JGP w Austrii               | 18    |
| Istanbul Cup                | 8 J   |
| Memoriał Pavla Romana       | 16 J  |
| Santa Claus Cup             | 13 J  |

## Programy
Anna Janowska / Ádám Lukács
| Sezon   | Taniec rytmiczny (RD) | Taniec dowolny (FD) |
| ------- | --- | --- |

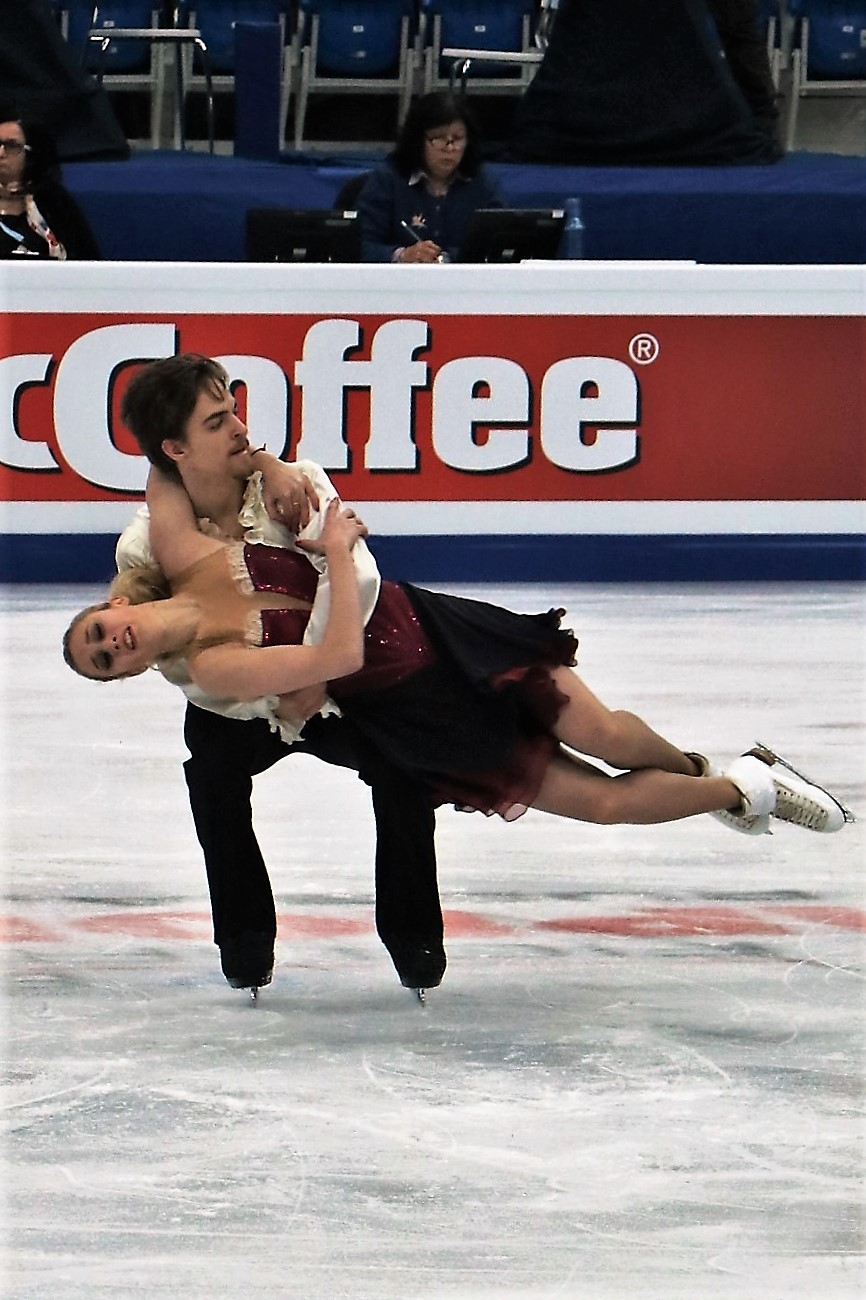
Taniec dowolny Upiór w operze (ME 2018)

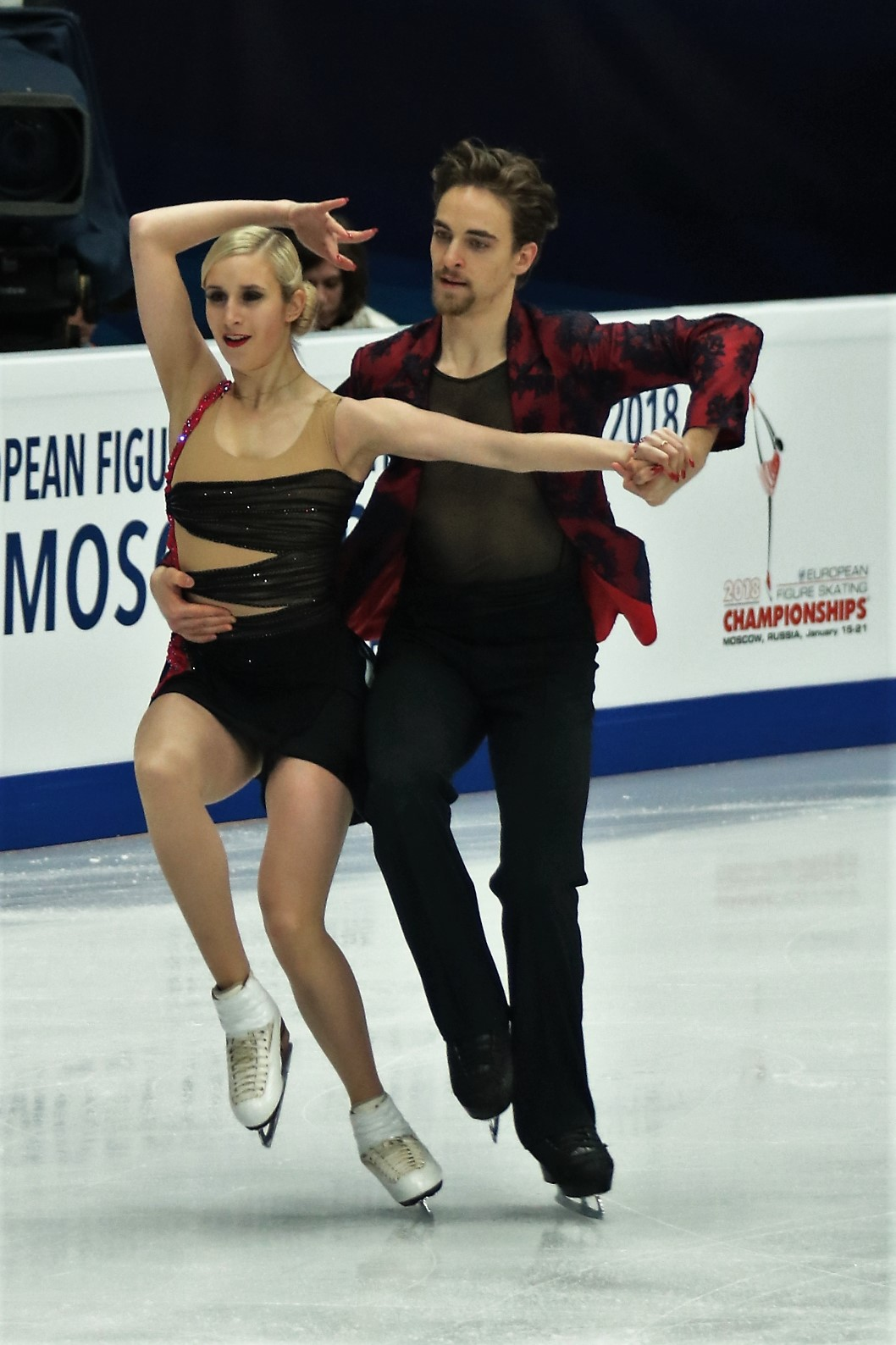
Taniec rytmiczny Whatever Happens / Limbo (ME 2018)

| 2020–21 | - Grease Live! medley - Greased Lightnin’ - Swing: Summer Nights – Aaron Tveit, Julianne Hough - Blues: Cake By The Ocean – DNCE - Quickstep: You’re The One That I Want – Aaron Tveit, Julianne Hough choreografia: Jelena Kustarowa | - Hymne à l'amour – Patricia Kaas choreografia: Jelena Kustarowa                                                                                              |
| 2018–19 | - Tango: Tango Flamenco – Armik choreografia: Irina Żuk | - Selection of Music – Yellow choreografia: Nikołaj Morozow                                                                                                   |
| Sezon   | Taniec krótki (SD) | Taniec dowolny (FD) |
| 2017–18 | - Rumba: Whatever Happens – Michael Jackson - Samba: Limbo – Daddy Yankee choreografia: Igor Szpilband | - Upiór w operze medley – Andrew Lloyd Webber - The Mirror (Angel of Music) - Why So Silent? - The Music of the Night - Overture choreografia: Igor Szpilband |
| 2016–17 | - Why Don't You Do Right? - Jumping Jack – Big Bad Voodoo Daddy | - Upiór w operze medley – Andrew Lloyd Webber - The Mirror (Angel of Music) - Why So Silent? - The Music of the Night - Overture choreografia: Igor Szpilband |